# Gouvernement Ghozali II
République algérienne
Ghozali I Abdesslam
Le gouvernement de Sid Ahmed Ghozali II était le gouvernement algérien en fonction du 22 février 1992 au 19 juillet 1992

## Composition initiale[3]
| Portefeuille                                                 | Ministre                |
| ------------------------------------------------------------ | ----------------------- |
| Chef du gouvernement ministre de l’Économie                  | Sid Ahmed Ghozali       |
| Ministre de la Défense nationale                             | Khaled Nezzar           |
| Ministre des Affaires étrangères                             | Lakhdar Brahimi         |
| Ministre de l’Intérieur et des Collectivités locales         | Larbi Belkheir          |
| Ministre de la Justice                                       | Hamdani Benkhelil       |
| Ministre de l’Énergie                                        | Nordine Aït Laoussine   |
| Ministre de l’Éducation                                      | Ali Benmohamed          |
| Ministre de la Santé et des Affaires sociales                | Zahia Mentouri          |
| Ministre de l’Industrie et des Mines                         | Abdenour Keramane       |
| Ministre des Moudjahidine                                    | Brahim Chibout          |
| Ministre de la Communication et de la Culture                | Aboubakr Belkaïd        |
| Ministre des Affaires religieuses                            | Sassi Lamouri           |
| Ministre des Universités et de la Recherche scientifique     | Djilali Liabes          |
| Ministre des Transports et des Télécommunications            | Hachemi Naït Djoudi     |
| Ministre de l’Agriculture                                    | Mohamed Elyes Mesli     |
| Ministre de l’Équipement                                     | Mostefa Harrati         |
| Ministre de l’Habitat                                        | Farouk Tebbal           |
| Ministre de l’Emploi et de la Formation professionnelle      | Saïd Guechi             |
| Ministre de la Jeunesse et des Sports                        | Leila Aslaoui           |
| Ministre de la Culture                                       | Larbi Demmagh El Atrous |
| Ministre des Droits de l’Homme                               | Ali Haroun              |
| Ministre du Travail                                          | Abdelaziz Ziari         |
| Ministre délégué au Trésor                                   | Ahmed Benbitour         |
| Ministre délégué au Budget                                   | Mourad Medelci          |
| Ministre délégué au Commerce                                 | Ahmed Fodhil Bey        |
| Ministre délégué à la Petite et Moyenne industrie            | Lakhdar Bayou           |
| Ministre délégué au Logement                                 | Mohamed Maghlaoui       |
| Secrétaire d’État chargé des Collectivités locales           | Ahmed Noui              |
| Secrétaire d’État au Tourisme                                | Rachid Marif            |
| Secrétaire d’État à la Recherche scientifique                | Mourad Khelladi         |
| Secrétaire d’État chargé des Postes et Télécommunications    | Ahmed Ainouche          |
| Secrétaire d’État au Génie rural et à l’Hydraulique agricole | Kamil Hadjiat           |